# Xalet Blau (Riells del Fai)
El Xalet Blau és una casa aïllada situada en el terme municipal de Bigues i Riells, a la comarca del Vallès Oriental, dins del territori del poble de Riells del Fai.
Està situada en el sector de ponent del terme, a la dreta del torrent de la Bassella i al nord de la carretera BP-1432, des d'on s'hi accedeix. És a l'oest-nord-oest de Can Camp i a ponent de Can Casanoves i Can Rector.